# Banisilan
Banisilan est une localité de la province de Cotabato, aux Philippines. En 2015, elle compte 43 677 habitants.